# Ius non scriptum

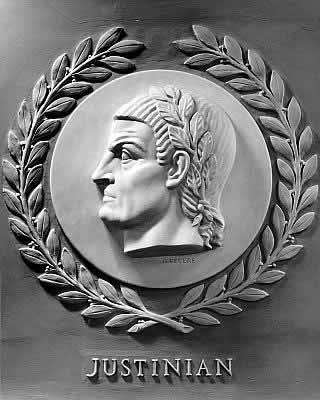
Bas-relief en marbre Justinien Ier, l'un des 23 reliefs de grands législateurs historiques dans la chambre de la Chambre des représentants des États-Unis aux États-Unis

Le ius non scriptum (du latin, littéralement « droit non écrit ») est le corps des droits communs qui émanent de la pratique habituelle et deviennent fixes au fil des ans. Il s'oppose au ius scriptum, le droit écrit.

## Sources
- (en) Cet article est partiellement ou en totalité issu de l’article de Wikipédia en anglais intitulé « Ius non scriptum » (voir la liste des auteurs).